# Seidelsdorf
Seidelsdorf ist ein Gemeindeteil der Großen Kreisstadt Dinkelsbühl im Landkreis Ansbach (Mittelfranken, Bayern). Die Gemarkung Seidelsdorf hat eine Fläche von 6,335 km². Sie ist in 710 Flurstücke aufgeteilt, die eine durchschnittliche Fläche von 8922,39 m² haben. In ihr liegen neben dem namensgebenden Ort die Gemeindeteile Beutenhof, Beutenmühle, Hardhof, Hardmühle, Hausertsmühle, Knorrenmühle, Oberhard, Obermeißling und Untermeißling.

## Geografie
Das Dorf liegt am Hausertsmühlbach, einem linken Zufluss des Walkenweiherbachs, der rechts in die Wörnitz mündet. Im Süden und Westen befindet sich ein Golfplatz. Ansonsten ist der Ort von Acker- und Grünland umgeben. Im Nordwesten wird die Flur Hirtenbuck genannt, im Westen Lach und im Südosten Hausert. Im Ort steht eine Linde, die als Naturdenkmal geschützt ist. Die Staatsstraße 2218 führt zur Bundesstraße 25 bei Dinkelsbühl (2,4 km östlich) bzw. an Unterradach vorbei zur Anschlussstelle zur Bundesautobahn 7 (6,2 km nordwestlich). Gemeindeverbindungsstraßen führen nach Burgstall (1,5 km nördlich) und nach Hausertshof (0,8 km südlich).

## Geschichte
Der Ort wurde 1353 als „Seitelsdorff“ erstmals urkundlich erwähnt.
Die Fraisch über Seidelsdorf war strittig zwischen dem ansbachischen Oberamt Crailsheim, dem oettingen-spielbergischen Oberamt Mönchsroth und der Reichsstadt Dinkelsbühl. Die Dorf- und Gemeindeherrschaft wurde sowohl von Dinkelsbühl als auch Mönchsroth beansprucht. Gegen Ende des 18. Jahrhunderts bestand der Ort aus 20 Anwesen und 1 Gemeindehirtenhaus. Grundherren waren das Oberamt Mönchsroth (5 Halbhöfe, 1 Viertelhof, 1 Söldengut, 2 Söldenhäuser), die Reichsstadt Dinkelsbühl (katholische Kirchenpflege: 1 Gütlein; Reichalsmosenpflege: 1 Gütlein; Siechenpflege: 1 Wirtschaft; Spital: 4 Halbhöfe, 2 Güter; Stipendiatenpflege: 1 Hof) und das Ämtlein Weidelbach des Deutschen Ordens (1 Lehengütlein mit Backrecht). Von 1797 bis 1808 unterstand der Ort dem Justiz- und Kammeramt Crailsheim.
1806 kam Seidelsdorf an das Königreich Bayern. Mit dem Gemeindeedikt wurde Seidelsdorf dem 1809 gebildeten Steuerdistrikt Segringen zugeordnet. Zugleich entstand die Ruralgemeinde Seidelsdorf. Zu dieser gehörten Beutenhof, Beutenmühle, Hardhof, Hardmühle, Hausertsmühle, Knorrenmühle, Oberhard, Obermeißling, Rain und Untermeißling. Sie war in Verwaltung und Gerichtsbarkeit dem Landgericht Dinkelsbühl zugeordnet und in der Finanzverwaltung dem Rentamt Dinkelsbühl (1919 in Finanzamt Dinkelsbühl umbenannt, seit 1973 Finanzamt Ansbach). Die Verwaltung übernahm 1862 das neu geschaffene Bezirksamt Dinkelsbühl (1939 in Landkreis Dinkelsbühl umbenannt). Die Gerichtsbarkeit lag beim im gleichen Jahr gebildeten Stadt- und Landgericht Dinkelsbühl (1879 in das Amtsgericht Dinkelsbühl umgewandelt, seit 1973 eine Zweigstelle des Amtsgerichtes Ansbach). Rain wurde erst nach 1950 nach Segringen umgemeindet. Die Gemeinde Seidelsdorf hatte 1952 eine Gebietsfläche von 7,376 km² und 1964 von 6,339 km². Am 1. Juli 1970 wurde Seidelsdorf nach Dinkelsbühl eingemeindet. Mit der Auflösung des Landkreises Dinkelsbühl im Jahr 1972 kam Seidelsdorf an den Landkreis Ansbach.

### Baudenkmäler
- Haus Nr. 1: ehemaliges Wohn- und Mühlengebäude, sogenannte Knorrenmühle, zweigeschossiger unverputzter Sandsteinbau mit Satteldach aus dem ersten Viertel des 19. Jahrhunderts[17]
- Haus Nr. 5: ehemaliger Zwiehof: Wohnhaus, erdgeschossiger Putzbau mit Krüppelwalmdach, bezeichnet „1835“; ehemalige Stallscheune, unverputzter Haustein mit Satteldach, nach 1826[17]
- Haus Nr. 7: Wohnstallhaus, zweigeschossiger Putzbau mit Satteldach, im Kern aus dem 18. Jahrhundert, Um- und Anbau nach 1826; Scheune, teilweise unverputzter Fachwerkbau mit Satteldach aus der zweiten Hälfte des 19. Jahrhunderts[17]
- Haus Nr. 20: Bauernhaus, zweigeschossiger verputzter Einfirsthof mit Satteldach und Zwerchgiebel, bezeichnet „1869“, im Kern älter[17]
- Haus Nr. 24: Gasthaus, zweigeschossiger Putzbau mit Fachwerkgiebel und Krüppelwalmdach aus dem 18. Jahrhundert, seitlicher zweigeschossiger Anbau mit Fachwerkgiebel und Satteldach aus dem ersten Viertel des 20. Jahrhunderts[17]
- Haus Nr. 29: Nebengebäude der ehemaligen Mühle, erdgeschossiger Massivbau mit Steildach aus dem 19. Jahrhundert[17]

### Einwohnerentwicklung
Gemeinde Seidelsdorf
| Jahr      | 1818   | 1840   | 1852   | 1855   | 1861   | 1867   | 1871   | 1875   | 1880   | 1885   | 1890   | 1895   | 1900   | 1905   | 1910   | 1919   | 1925   | 1933   | 1939   | 1946   | 1950   | 1952   | 1961   | 1970   |
| Einwohner | 321    | 386    | 369    | 367    | 354    | 364    | 365    | 352    | 371    | 358    | 375    | 350    | 360    | 374    | 377    | 390    | 367    | 375    | 344    | 555    | 531    | 509    | 303    | 298    |
| Häuser    | 64     | 60     |        |        |        |        | 65     |        |        | 67     | 65     |        | 78     |        |        |        | 62     |        |        |        | 67     |        | 56     |        |
| Quelle    | [ 19 ] | [ 20 ] | [ 21 ] | [ 21 ] | [ 22 ] | [ 23 ] | [ 24 ] | [ 25 ] | [ 26 ] | [ 27 ] | [ 28 ] | [ 21 ] | [ 29 ] | [ 21 ] | [ 30 ] | [ 21 ] | [ 31 ] | [ 21 ] | [ 21 ] | [ 21 ] | [ 13 ] | [ 21 ] | [ 14 ] | [ 32 ] |

Ort Seidelsdorf
| Jahr      | 001818 | 001840 | 001861 | 001871 | 001885 | 001900 | 001925 | 001950 | 001961 | 001970 | 001987 |
| Einwohner | 132    | 174    | 140    | 149    | 139    | 150    | 155    | 239    | 174    | 176    | 189    |
| Häuser    | 26     | 24     |        |        | 27     | 35     | 27     | 30     | 31     |        | 43     |
| Quelle    | [ 19 ] | [ 20 ] | [ 22 ] | [ 24 ] | [ 27 ] | [ 29 ] | [ 31 ] | [ 13 ] | [ 14 ] | [ 32 ] | [ 1 ]  |

## Religion
Der Ort ist seit der Reformation evangelisch-lutherisch geprägt und bis heute nach St. Vinzenz (Segringen) gepfarrt. Die Katholiken sind nach St. Georg (Dinkelsbühl) gepfarrt.